# Мюнік (Північна Дакота)
Мюнік (англ. Munich) — місто (англ. city) в США, в окрузі Кавальєр штату Північна Дакота. Населення — 190 осіб (2020).

## Географія
Мюнік розташований за координатами 48°40′24″ пн. ш. 98°50′19″ зх. д. / 48.67333° пн. ш. 98.83861° зх. д. (48.673375, -98.838749).  За даними Бюро перепису населення США в 2010 році місто мало площу 3,72 км², з яких 3,71 км² — суходіл та 0,01 км² — водойми.

## Демографія
Згідно з переписом 2010 року, у місті мешкало 210 осіб у 100 домогосподарствах у складі 61 родини. Густота населення становила 56 осіб/км².  Було 116 помешкань (31/км²).
Расовий склад населення:
| - 99,5 % — білих |

До двох чи більше рас належало 0,5 %. Частка іспаномовних становила 0,0 % від усіх жителів.
За віковим діапазоном населення розподілялося таким чином: 21,4 % — особи молодші 18 років, 54,3 % — особи у віці 18—64 років, 24,3 % — особи у віці 65 років та старші. Медіана віку мешканця становила 50,4 року. На 100 осіб жіночої статі у місті припадало 110,0 чоловіків;  на 100 жінок у віці від 18 років та старших — 106,2 чоловіків також старших 18 років.
Середній дохід на одне домашнє господарство  становив 60 970 доларів США (медіана — 54 583), а середній дохід на одну сім'ю — 72 569 доларів (медіана — 61 250). Медіана доходів становила 48 750 доларів для чоловіків та 22 083 долари для жінок. За межею бідності перебувало 5,2 % осіб, у тому числі 0,0 % дітей у віці до 18 років та 3,4 % осіб у віці 65 років та старших.
Цивільне працевлаштоване населення становило 105 осіб. Основні галузі зайнятості: сільське господарство, лісництво, риболовля — 42,9 %, освіта, охорона здоров'я та соціальна допомога — 24,8 %, фінанси, страхування та нерухомість — 10,5 %, мистецтво, розваги та відпочинок — 4,8 %.